# Frankie Raye
Frankie Raye, più conosciuta come Nova II, in precedenza come la Torcia Umana II, è un personaggio dei fumetti Marvel Comics creato da John Byrne (testi e disegni), pubblicato dalla Marvel Comics. La sua prima apparizione come Nova avviene in The Fantastic Four (Vol. 1) n. 244 (luglio 1982), mentre la sua prima apparizione come Frankie Raye avviene in Fantastic Four (Vol. 1) n. 164 (novembre 1975), creato da Roy Thomas (testi) e George Pérez (disegni).

## Biografia del personaggio
Frankie Raye fu un araldo di Galactus, dopo che Silver Surfer si ribellò a lui.

## Poteri e abilità
Come "Nova" aveva il potere di trovare sempre quello che cercava e in più aveva il potere di generare fiamme a temperature molto elevate, anche intorno al suo corpo che poteva usare come arma, similmente alla Torcia Umana; grazie al potenziamento di Galactus diviene immortale e poteva sopravvivere nello spazio aperto, non doveva più nutrirsi e respirare, poteva generare fiamme cosmiche a temperature molto più elevate e distruttive e viaggiare a velocità superiore a quella della luce.

## Altri media
Il personaggio è apparso in una puntata della seconda serie animata sui Fantastici Quattro del 1994; nell'episodio Frankie possiede già il potere di incendiarsi poiché da bambina era entrata accidentalmente in contatto con una strana sostanza trovata nel laboratorio del padre, che era uno scienziato al quale il governo aveva ordinato di creare un cyborg umanoide con la capacità di incendiarsi (cioè la Torcia Umana originale).
Il personaggio ritorna nel film I Fantastici 4 e Silver Surfer del 2007 diretto da Tim Story, già regista del primo film I Fantastici 4.